# Liste der Pfarren im Dekanat Unterweißenbach
Das Dekanat Unterweißenbach ist ein Dekanat der römisch-katholischen Diözese Linz.
Es umfasst 11 Pfarren.

## Pfarren mit Kirchengebäuden und Kapellen
| Pfarre                     | Seelsorgeraum   | Patrozinium             | Kirchengebäude und Kapellen                        | Bild                        |
| -------------------------- | --------------- | ----------------------- | -------------------------------------------------- | --------------------------- |
| Bad Zell                   | Pregarten       | Hl. Johannes der Täufer | Pfarrkirche Bad Zell                               | Pfarrkirche Bad Zell        |
| Kaltenberg                 | Unterweißenbach | Mariä Heimsuchung       | Pfarr- und Wallfahrtskirche Kaltenberg             | Wallfahrtskirche Kaltenberg |
| Königswiesen               | Unterweißenbach | Mariä Himmelfahrt       | Pfarrkirche Königswiesen                           | Pfarrkirche Königswiesen    |
| Liebenau                   | Unterweißenbach | Hl. Josef               | Pfarrkirche Liebenau Ortskapelle Schöneben         | Pfarrkirche Liebenau        |
| Mönchdorf                  | Unterweißenbach | Hl. Katharina           | Pfarrkirche Mönchdorf                              | Pfarrkirche Mönchhof        |
| Pierbach                   | Unterweißenbach | Hl. Quirinus            | Pfarrkirche Pierbach                               | Pfarrkirche Pierbach        |
| Schönau im Mühlkreis       | Unterweißenbach | Hl. Jakobus der Ältere  | Pfarrkirche Schönau im Mühlkreis                   | Pfarrkirche Schönau         |
| St. Leonhard bei Freistadt | Unterweißenbach | Hl. Leonhard            | Pfarrkirche St. Leonhard bei Freistadt             | Pfarrkirche Sankt Leonhard  |
| Tragwein                   | Pregarten       | Hll. Petrus und Paulus  | Pfarrkirche Tragwein Hauskapelle am Greisinghof    | Pfarrkirche Tragwein        |
| Unterweißenbach            | Unterweißenbach | Hl. Nikolaus            | Pfarrkirche Unterweißenbach Filialkirche Hackstock | Pfarrkirche Unterweißenbach |
| Weitersfelden              | Unterweißenbach | Hll. Martin und Ulrich  | Pfarrkirche Weitersfelden                          | Pfarrkirche Weitersfelden   |